# Landiona
Landiona település Olaszországban, Piemont régióban, Novara megyében. Lakosainak száma 525 fő (2023. január 1.). Landiona Arborio, Sillavengo, Mandello Vitta és Vicolungo községekkel határos.

## Népesség
A település lakossága az elmúlt években az alábbi módon változott:
| Lakosok száma | 564  | 567  | 525  |
|               | 2017 | 2018 | 2023 |